# Projektionismus
Projektionismus ist eine Kunstströmung der russischen Avantgarde aus den 1920er Jahren, in der das Ziel nicht in einem konkreten Ergebnis, sondern in der Methodik bestand.

## Projektionisten
Die Mitglieder der Gruppe 'Metod' (russisch Метод) ('Projektionisten') fanden sich zum ersten Mal 1922 als informeller Kreis von Studenten und Absolventen des Wchutemas zusammen. Ihre These spiegelte die damals verbreitete Anschauung einer experimentellen Kunst im Dienste der Technik und der Produktion wider. 

„Dieser Theorie zufolge ist der Künstler nicht Produzent der Gegenstände von Alltag und Kunst, sondern nur der Schöpfer ihrer Projektionen, d. h. der Ideen, Konzeptionen und Pläne; Schöpfer lediglich der Methoden selbst, auf deren Grundlage die Gegenstände von Millionen Leuten geschaffen werden.“

Solomon Nikritin kann als der geistige Vater der Projektionisten angesehen werden. Er kannte die Analytische Kunst und baute sein Werk auf der Vielfalt der Experimente auf. In den Jahren 1925 bis 1929 wurde S. Nikritin zum Leiter des Analytischen Kabinetts für Kunst der Malerei in Moskau berufen. Seine Arbeiten bestanden aus Texten, Zeichnungen, Fotos, Reliefs, mit deren Hilfe er Dreidimensionalität erzielte. Außerdem ist er als Autor theoretischer Arbeiten zur Farblehre und zu Kompositionsfragen bekannt.
Die Vielseitigkeit der Künstler aus dieser Gruppe, wie Kliment Redko, Alexander Tyschler, Alexander Labas und Sergei Lutschischkin, ist erstaunlich. Das Gemeinsame war lediglich die Annahme, dass erst die Kreativität des Betrachters ein künstlerisches Projekt (Zeichnung, Gemälde, Skulptur u. a.) zu einem Ding verwirklichen sollte.